# Valses nobles et sentimentales
Les huit Valses nobles et sentimentales pour piano ont été écrites par Maurice Ravel en 1911. Il les orchestra l'année suivante pour le ballet Adélaïde ou Le langage des fleurs. Le titre a été choisi en hommage à Franz Schubert, auteur vers 1823 de deux recueils intitulés respectivement Valses nobles (D. 969) et Valses sentimentales (D. 779). La partition pour piano porte en exergue une citation d'Henri de Régnier : « …le plaisir délicieux et toujours nouveau d'une occupation inutile ». 
L'œuvre porte la référence M.61, dans le catalogue des œuvres du compositeur établi par le musicologue Marcel Marnat.

## Histoire

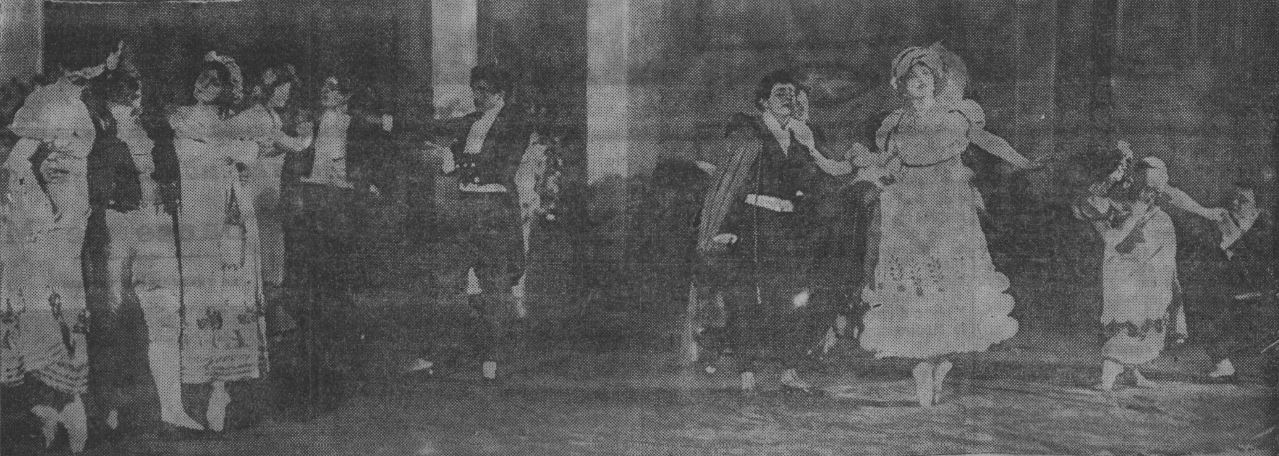
Alfred Bekefi et Natacha Trouhanova dans Adélaïde (1912).

Ravel s'est intéressé assez tôt au genre de la valse. En 1906, il commence ce qui deviendra La Valse, dont la version définitive ne sera publiée qu'en 1919. Entre ces deux dates, il aura composé les Valses nobles et sentimentales. La septième, considérée par son auteur comme « la plus caractéristique » des huit, préfigure nettement l'apothéose de La Valse.
Les Valses nobles et sentimentales furent créées le 9 mai 1911, au cours d'une soirée privée, par Louis Aubert, auquel elles sont dédicacées. Toutes les œuvres qu'Aubert joua à cette occasion étaient inédites et les noms des auteurs ne furent pas révélés au public, afin que les critiques jugent sans a priori ces œuvres aventureuses. Les dissonances de la première valse, notamment, déroutèrent l'auditoire et provoquèrent des huées, au point que certains se demandèrent si ces pièces n'étaient pas parodiques. Très peu reconnurent alors la marque de Ravel ; on attribua ces compositions à Erik Satie, à Charles Koechlin, à Vincent d'Indy et même à Zoltán Kodály.

## Structure
L'exécution de l'œuvre réclame environ quinze minutes.
1. Modéré
2. Assez lent
3. Modéré
4. Assez animé
5. Presque lent
6. Assez vif
7. Moins vif
8. Lent